# Genista lucida
Genista lucida är en ärtväxtart som beskrevs av Jacques Cambessèdes. Genista lucida ingår i släktet ginster, och familjen ärtväxter. Inga underarter finns listade i Catalogue of Life.